# Wereldkampioenschap schaatsen allround vrouwen 1952
Het dertiende Wereldkampioenschap schaatsen allround voor vrouwen werd op 1 en 2 maart 1952 verreden op de ijsbaan Gamla Karleby in Kokkola, Finland.
Er namen veertien deelneemsters uit Finland (2), Noorwegen (2), Zweden (2) en de Sovjet-Unie (8), waaronder drie debutanten, aan deze editie mee.
Ook dit kampioenschap werd verreden over de afstanden 500m, 3000m, 1000m en 5000m.
Van de top drie van het WK van 1951 namen alleen Eevi Huttunen en Randi Thorvaldsen deel, de laatste wist weer het podium te bereiken, de derde plaats. De Sovjet-russin Lidia Selichova wist de eindzege te bemachtigen voor haar landgenote Maria Anikanova.

## Afstandsmedailles
| Afstand | Goud ·            | Zilver ·        | Brons ·           |
| ------- | ----------------- | --------------- | ----------------- |
| 500m    | Natalja Donsjenko | Lidia Selichova | Randi Thorvaldsen |
| 3000m   | Maria Anikanova   | Lidia Selichova | Eevi Huttunen     |
| 1000m   | Lidia Selichova   | Rimma Zjoekova  | Randi Thorvaldsen |
| 5000m   | Rimma Zjoekova    | Eevi Huttunen   | Maria Anikanova   |

## Klassement
| Rang   | Schaatsster       | Land        | Punten  | 500m      | 3000m       | 1000m       | 5000m        |
| ------ | ----------------- | ----------- | ------- | --------- | ----------- | ----------- | ------------ |
| Goud   | Lidia Selichova   | Sovjet-Unie | 217,813 | 50,5 (2)  | 5.45,2 (2)  | 1.43,0 (1)  | 9.42,8 (4)   |
| Zilver | Maria Anikanova   | Sovjet-Unie | 218,867 | 51,4 (6)  | 5.41,5 (1)  | 1.44,7 (4)  | 9.42,0 (3)   |
| Brons  | Randi Thorvaldsen | Noorwegen   | 220,507 | 50,8 (3)  | 5.50,5 (5)  | 1.44,5 (3)  | 9.50,4 (6)   |
| 4      | Rimma Zjoekova    | Sovjet-Unie | 220,707 | 53,5 (12) | 5.47,5 (4)  | 1.44,1 (2)  | 9.32,4 (1)   |
| 5      | Eevi Huttunen     | Finland     | 220,993 | 52,2 (7)  | 5.46,7 (3)  | 1.47,4 (8)  | 9.33,1 (2)   |
| 6      | Tatjana Karelina  | Sovjet-Unie | 223,110 | 52,7 (11) | 5.53,7 (6)  | 1.45,2 (7)  | 9.48,6 (5)   |
| 7      | Nina Avdonina     | Sovjet-Unie | 223,810 | 51,2 (5)  | 5.58,8 (8)  | 1.44,7 (4)  | 10.04,6 (7)  |
| 8      | Natalja Donsjenko | Sovjet-Unie | 225,500 | 50,4 (1)  | 6.07,2 (10) | 1.45,0 (6)  | 10.14,0 (9)  |
| 9      | Olga Akifjeva     | Sovjet-Unie | 226,807 | 52,5 (9)  | 5.57,1 (7)  | 1.47,6 (10) | 10.09,9 (8)  |
| 10     | Marianna Valovova | Sovjet-Unie | 227,673 | 51,0 (4)  | 6.06,2 (9)  | 1.47,5 (9)  | 10.18,9 (10) |
| 11     | Astri Johannessen | Noorwegen   | 234,713 | 52,4 (8)  | 6.16,1 (11) | 1.50,8 (11) | 10.42,3 (11) |
| 12     | Maj-Britt Almer   | Zweden      | 238,290 | 52,5 (9)  | 6.21,0 (13) | 1.54,5 (12) | 10.50,4 (13) |
| 13     | Aulikki Väisänen  | Finland     | 240,113 | 55,4 (13) | 6.18,2 (12) | 1.54,9 (13) | 10.42,3 (11) |
| 14     | Gunnel Gunlöv     | Zweden      | 253,220 | 55,7 (14) | 6.54,9 (14) | 1.56,3 (14) | 11.42,2 (14) |

* = met val
NC = niet gekwalificeerd
NF = niet gefinisht
NS = niet gestart
DQ = gediskwalificeerd
Vet gezet = kampioenschapsrecord